# Induvalu, Tirumakudal Narsipur
Induvalu là một làng thuộc tehsil Tirumakudal Narsipur, huyện Mysore, bang Karnataka, Ấn Độ.